# Felsővadász
Felsővadász là một thị trấn thuộc hạt Borsod-Abaúj-Zemplén, Hungary. Thị trấn này có diện tích 18,66 km², dân số năm 2010 là 549 người, mật độ 29 người/km².